# Zachria
Zachria är ett släkte av spindlar. Zachria ingår i familjen jättekrabbspindlar.
Kladogram enligt Catalogue of Life:
| Zachria | \| \| Zachria flavicoma \| \| \| \| \| \| Zachria oblonga \| \| \| \| |
|         | \| \| Zachria flavicoma \| \| \| \| \| \| Zachria oblonga \| \| \| \| |
|         | Zachria flavicoma                                                     |
|         |                                                                       |
|         | Zachria oblonga                                                       |
|         |                                                                       |